# Lindera glauca
Lindera glauca är en lagerväxtart som först beskrevs av Siebold & Zucc., och fick sitt nu gällande namn av Carl Ludwig von Blume. Lindera glauca ingår i släktet Lindera och familjen lagerväxter. Inga underarter finns listade i Catalogue of Life.